# Сіде (дочка Іктина)
Сіде — другорядна фігура у грецькій міфології, жінка, яка, рятуючись від закоханого в неї батька, перетворилася на дерево, у межах етіологічного міфу, що пояснює походження дерев і птахів. Її коротка розповідь збереглася в творах Діонісія Перієгета, давньогрецького автора, який, імовірно, народився в Александрії та жив приблизно за часів римського імператора Адріана (правив у 117—138 роках нашої ери).

## Етимологія
Давньогрецьке слово σίδη означає «гранат» і належить як до дерева, так і до його плодів. Роберт Бікс та Фурні припускають, що всі його варіанти написання, такі як σίβδη (síbdē), ξίμβα (xímba), і σίβδα (síbda) — вказують на догрецьке походження слова, а Вітчак припускає саме західноанатолійське походження.

## Сім'я
Єдиним відомим членом родини Сіде є батько на ім'я Іктин. Про їхню родину більше нічого не відомо, як і про землю, на якій розгортається її міф. Ймовірно, і Сіде, й Іктин були вигадані заради цієї історії.

## Міфологія
Згідно з міфом, батько Сіде, Іктин, відчув інцестуозний потяг до своєї доньки і переслідував її з наміром зґвалтувати.  Сіде тікала від нього, доки не дісталася могили своєї померлої матері, де й наклала на себе руки, щоб уникнути його жадібних домагань. Її червона кров пролилася на землю і породила гранатове дерево, а сам її батько перетворився на шуліку, хижого птаха, який, за словами Оппіана, ненавидить відпочивати на гранатових деревах.

## Символізм

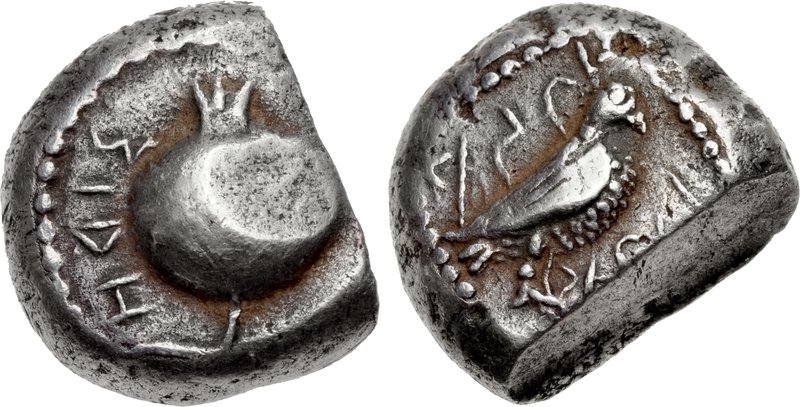
Монета із зображенням граната, знайдена в Сіде (близько 490—450 рр. до н. е.)

Карл Керені порівняв цю історію як з богинею Персефоною, яку цар Аїд викрав у підземний світ і змушений залишатися там кілька місяців на рік завдяки споживанню плодів граната, так і з першою дружиною мисливця Оріона Сіде, яка розлютила Геру і була кинута в Тартар як покарання. Усі три історії об'єднує тема дівчини, пов'язана з гранатом, яка помирає, буквально чи метафорично, і потрапляє до підземного світу. У випадку Сіде її батько Іктин замінює підземного бога, який спокушає/ґвалтує дівчину. Кереньї підсумував тему як жінку, яка мусить спуститися у підземний світ заради блага своєї спільноти.
Міф Сіде має спільні елементи з переказами про Ніктайю і Ніктімену, двох інших жінок, які були перетворені на щось інше, намагаючись уникнути обіймів своїх хтивих батьків.
Плід граната вважався символом родючості та Афродіти, богині кохання та родючості, можливо тому, що його численні червоні насіння вказують на продовження роду та сексуальність; він також використовувався як контроль народжуваності. Зв'язок між гранатами та родючістю сходить до Близького Сходу та його семітського населення, яке потім поширило його до Греції, ймовірно, через культ Афродіти. Найважливішим, коли справа доходить до цього міфу, окрім зв'язку з шуліками, він має яскраво-червоний колір, який нагадує кров, оскільки Сіде пролила свою власну кров, коли позбавила себе життя, що потім породило дерево.
Давньогрецька колонія в регіоні Памфілія (на південному узбережжі Малої Азії, нині в Туреччині) називалася і досі називається Сіде, а на монетах цього міста були зображені плоди граната. Інші анатолійські міста з назвою Сіде розташовувалися в Карії та Понті.

## Уточнення
1. ↑  Side [saɪdɪ], SYE-dee; дав.-гр. Σίδη, трансліт. Sídē, латиніз. pomegranate, вимовляється [sǐːdɛː].